# Phtheochroa villana
Phtheochroa villana es una especie de polilla de la familia Tortricidae. Se encuentra en América del Norte, donde se ha registrado en Colorado, Alberta, Indiana, Maine, Nuevo México, Dakota del Norte y Ohio.
La envergadura es de 12 a 13 mm. Se han registrado vuelos en adultos de junio a agosto.